# Финокьона
Финоккьона (итал. finocchiona, итальянское произношение: [finokˈkjoːna]) — разновидность салями, типичная для Тосканы, особенно в районе Флоренции. Её отличительной особенностью является использование фенхеля.

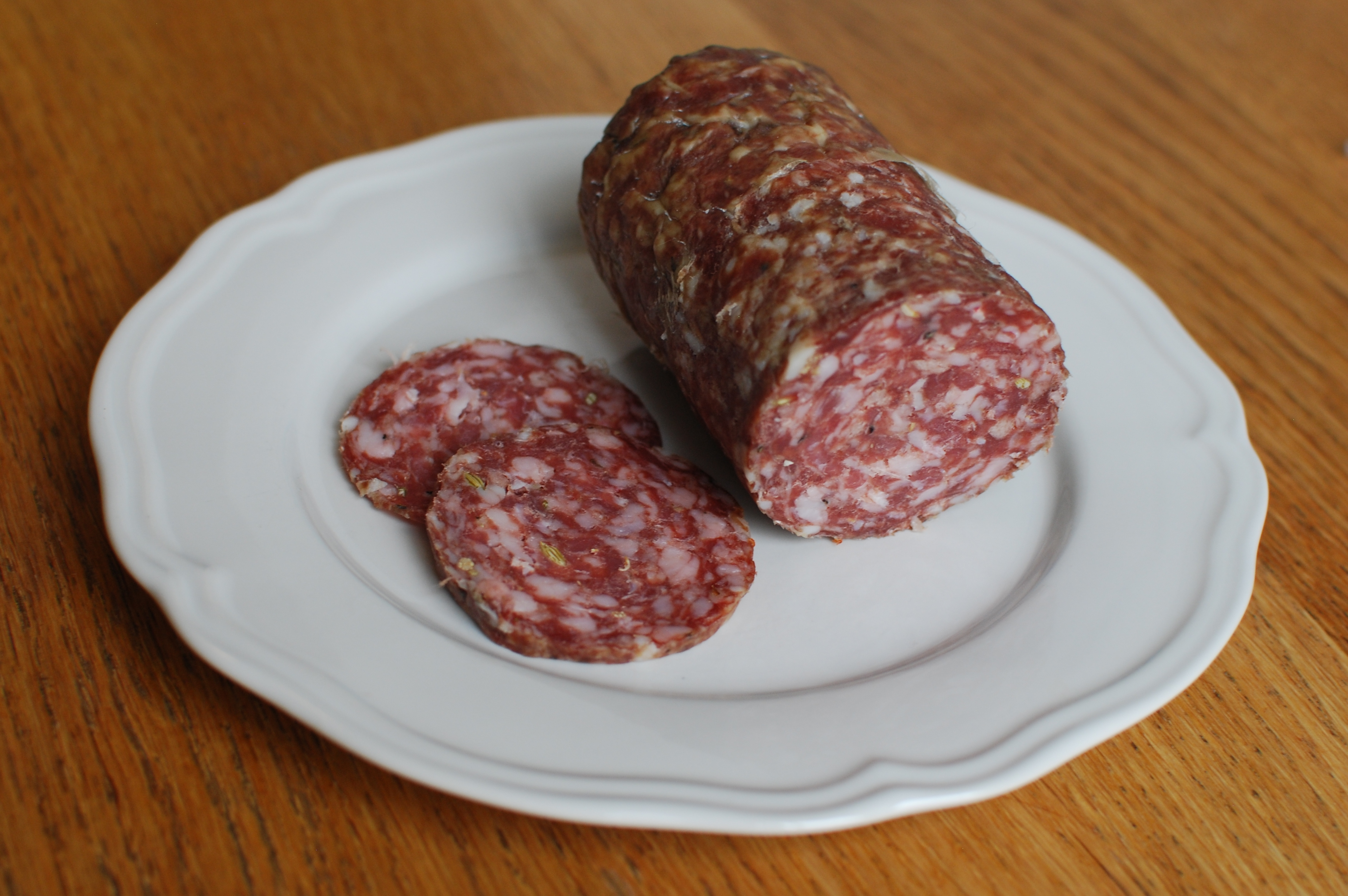
Финоккьона

## Происхождение
Финоккьона появилась в эпоху Возрождения, а возможно, и раньше — в позднем Средневековье. Фенхель использовался как альтернатива перцу (основному ингредиенту традиционной салями), который в то время был очень дорогим, тогда как фенхель рос в изобилии на тосканских лугах. Кроме того, фенхель богат ментолом, и благодаря своим анестезирующим свойствам финоккьона часто предлагалась виноделами из Кьянти своим клиентам перед дегустацией их менее качественных вин, чтобы замаскировать их вкус. Название финоккьона происходит от слова finocchio', что по-итальянски означает фенхель.

## Ингредиенты
Ингредиенты финоккьоны включают рубленую свинину (обычно щёки, плечо или брюшину), семена фенхеля, красное вино, соль и перец. Она подвергается ферментации, а затем сушится не менее пяти месяцев.
Существует вариант финоккьоны под названием сбричолона, который готовится с более крупным помолом и проходит более короткую сушку (не более месяца). Этот продукт нужно нарезать более крупными ломтиками, чем обычную финоккьону, и его употребляют с помощью вилки и ножа, так как он склонен крошиться.